# Gustave Clausse
Gustave Clausse, né le 25 novembre 1833 à Paris et mort le 18 juillet 1914 à Tourgéville dans le Calvados, est un architecte français et un historien de l’art.

## Biographie
Gustave Clausse voit le jour le 25 novembre 1833 à Paris dans le 2e arrondissement, fils de Charles Georges Aimé, propriétaire, et Marie Caroline Lechat.
Admis à l’École des beaux-arts, il est l’élève de Hippolyte Lebas. Il expose au Salon de peinture et de sculpture à partir de 1848.
Jeune architecte, il se marie à Paris le 6 mai 1861 avec Lucie Gravier.

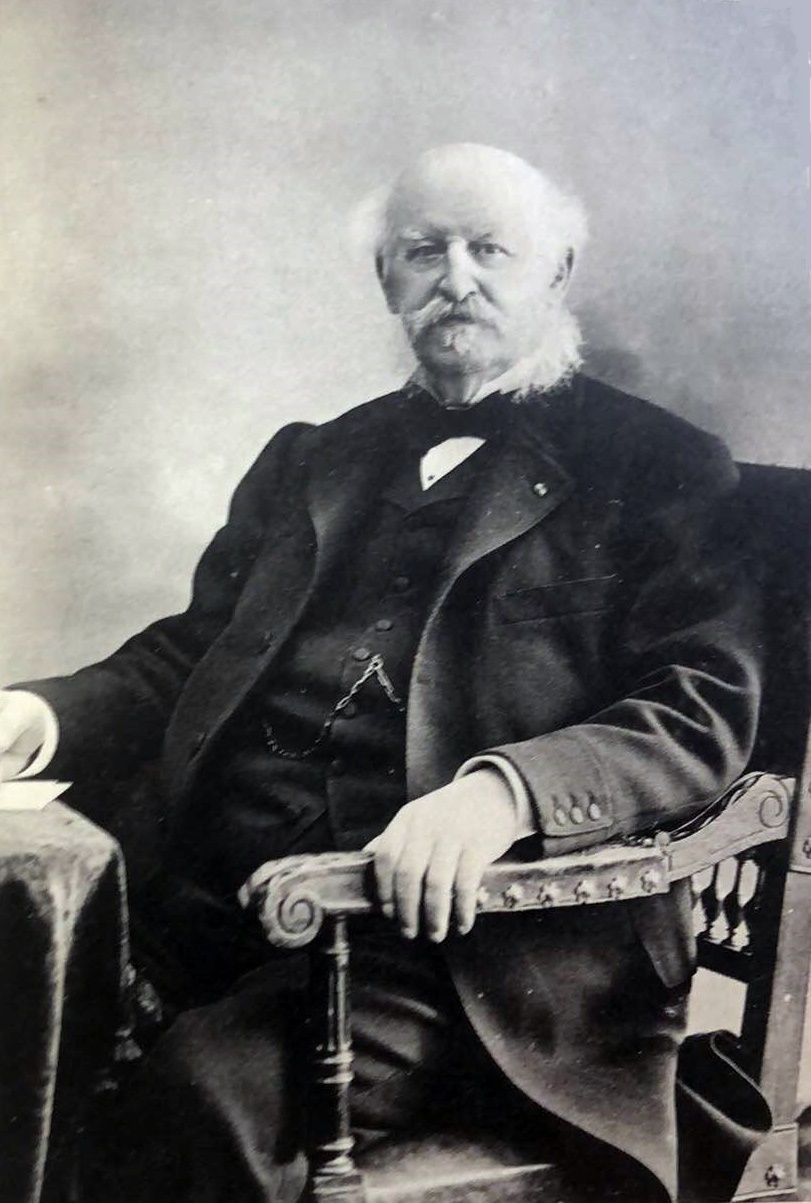
Gustave Clausse.

Au cours de sa carrière, il occupe différents postes : inspecteur de la ville de Paris, administrateur de la compagnie d’assurance La Nationale, vice-président de la Caisse d’épargne.
Il est membre de la Société centrale des architectes français (1864), qui le décore d'une médaille d'archéologie, et de la Société de l'histoire de Paris et de l'Île-de-France (1874). Il donne également des conférences sur l’histoire de l’art.
En 1909, il obtient le prix Charles-Blanc pour son livre Les Sforza et les arts en Milanais (1450-1530).
Il meurt le 18 juillet 1914 à Tourgéville (Calvados).

### Résidence
À Paris, Gustave Clausse habite un immeuble dont il est l’architecte sis 9, rue Murillo dans le 8e arrondissement. Il y occupe le rez-de-chaussée et le premier étage et en loue les étages supérieurs. Dans la cour, sur le mur mitoyen en face de l'entrée, il installe une arcade et des chapiteaux fournis par Edmond Guillaume, architecte chargé de la démolition du palais des Tuileries. Un buste, peut-être d'Alphonse d'Este, provenant de Florence et deux chapiteaux vénitiens complètent cet ensemble. Les ouvertures du premier étage sont en plein cintre, ornées de céramiques polychromes et, à l'angle en pan coupé avec la rue Rembrandt, elles sont en serlienne. Le plafond du salon de cet étage est décoré d'anges musiciens par le peintre Albert Gérard.

## Réalisations
- Cimetière de Méry-sur-Oise ;

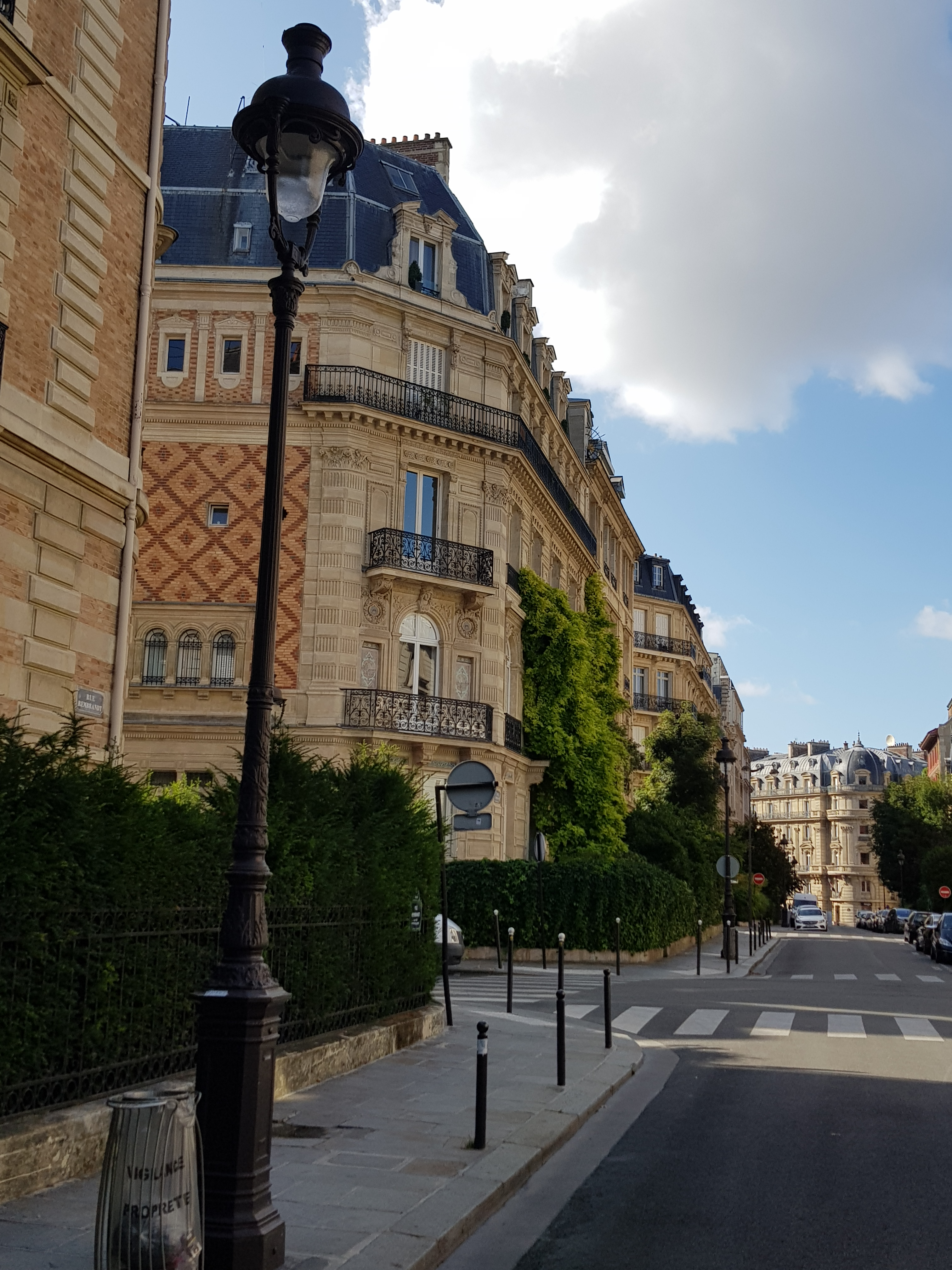
No 9, rue Murillo, à l’angle de la rue Rembrandt, Paris.

- 1870 : immeuble de style néo-Louis XIII situé au no 9, rue Murillo, Paris, 8e arrondissement ;
- 1890 : manoir de Clairefontaine à Tourgéville dans le Calvados ;
- 1890 : chapelle du manoir de Clairefontaine, inscrite au titre des monuments historiques le 19 septembre 2005, laquelle constitue un témoignage exceptionnel d’architecture néo-Renaissance du 19e siècle[8].

## Publications
- Voyage dans les pays allemands, Paris, Hachette, 1886.
- Espagne, Portugal. Notes historiques et artistiques sur les principales villes de la péninsule ibérique, Paris, Librairie de l’art, 1889.
- Les Monuments du christianisme au moyen-âge, Paris, E. Leroux, 1893-1897.
- Les Églises de Toscanella : Sainte-Marie-Majeure, Saint-Pierre, XIIe et XIIIe siècles, Revue de l’art chrétien, 1896.
- Les Cormati et l’église de Sainte-Marie à Civita-Castellana, Revue de l’art chrétien, 1897.
- L’Église Notre-Dame de Lescar, ancienne cathédrale des États de Béarn, Revue de l’art chrétien, 1899.
- Les Origines bénédictines. Subiaco, Mont-Cassin, Monte-Oliveto, Paris, E. Leroux, 1899.
- Les San Gallo, Paris, E. Leroux, 1900-1902.
- Deux représentations de la peste de Rome en 680, Gazette des beaux-arts, 1904.
- Les Cathédrales de Côme et Bernardino Luini, 1904.
- L’Hôtel de ville de Paris, ses origines, Paris, V. Gastinger, 1905.
- Les Farnèse peints par Titien, Gazette des beaux-arts, 1905.
- Béatrix d'Este duchesse de Milan, Ernest Leroux Éditeur, 1907.
- Les Sforza et les arts en Milanais, 1450-1530, Paris, E. Leroux, 1909, prix Charles Blanc de l’Académie française.
- Mes Souvenirs, (édition familiale), 1910
- Les Tombeaux de Gaston de Foix, duc de Nemours, et de la famille Birago par Agostino Busti dit le Bambaja (1523), Paris, H. Laurens, 1912.